# Robert Mitchum
Robert Charles Durman Mitchum (Bridgeport, 6 agosto 1917 – Santa Barbara, 1º luglio 1997) è stato un attore statunitense.
Precursore degli antieroi nella cinematografia statunitense degli anni cinquanta e sessanta, interprete di oltre cento film in più di cinquant'anni di carriera, è una delle più celebri figure del cinema hollywoodiano. Il critico Roger Ebert lo ha definito l'anima dei film noir.
L'American Film Institute l'ha inserito al ventitreesimo posto tra le più grandi star della storia del cinema.

## Biografia

### Le origini
Robert Mitchum nacque a Bridgeport (Connecticut), il 6 agosto 1917, da James Thomas Mitchum, un lavoratore nei cantieri portuali e ferroviari, e da Ann Harriett Gunderson, figlia di un capitano della marina norvegese immigrato negli USA. Il padre morì in un incidente ferroviario nel marzo del 1919 e la madre lavorò presso un giornale come linotipista per mantenere la famiglia. Durante la sua turbolenta infanzia, fu spesso coinvolto in risse.
Nel 1929, fu mandato a vivere con i nonni a Felton (Delaware) e poco dopo fu espulso dalla scuola media per essersi azzuffato con il preside. Un anno dopo, nel 1930, si trasferì con la sorella maggiore, la cameriera e attrice teatrale Julie, nel quartiere Hell's Kitchen di New York.
Dopo essere stato espulso anche dalla Haaran High School, lasciò la sorella e iniziò a viaggiare attraverso gli Stati Uniti, spostandosi su vagoni ferroviari e in autostop, e mantenendosi con innumerevoli lavori, quali il minatore, lo scaricatore di porto, il pugile, lo sterratore per i Civilian Conservation Corps.
In quegli anni si trovò coinvolto in numerose avventure, diventando uno dei tanti ragazzi di strada della grande depressione. A Savannah (Georgia), fu arrestato per vagabondaggio e messo ai lavori forzati per sei giorni con un gruppo di detenuti. In quella stessa località, molti anni più tardi, avrebbe girato il film Il promontorio della paura (1962), nei panni proprio di un detenuto. Mitchum riuscì a scappare senza scontare del tutto la pena e ritornò dalla sua famiglia nel Delaware. Fu a quel punto della sua vita, mentre si riprendeva da vari infortuni per i quali rischiò anche di perdere una gamba, che incontrò la donna che poi avrebbe sposato, l'allora adolescente Dorothy Spence.
Nel 1936 tornò a vivere con la sorella Julie, nel frattempo trasferitasi a Long Beach (California), dove i due furono presto raggiunti dagli altri familiari. Fu Julie che lo convinse ad unirsi alla locale cooperativa teatrale. Negli anni passati con la Players Guild di Long Beach, si guadagnò da vivere come macchinista teatrale e attore occasionale. Scrisse anche molte commedie brevi che furono rappresentate dalla cooperativa. Secondo la biografia di Lee Server (Robert Mitchum: Baby, I Don't Care), Mitchum dimostrò un notevole talento per la poesia, scrivendo testi radiofonici, canzoni e monologhi per le esibizioni nei nightclub della sorella. Nel 1939 compose un oratorio che, grazie al finanziamento di Orson Welles, venne eseguito all'Hollywood Bowl.

### Primi ruoli
Nel 1940 ritornò all'est per sposare Dorothy e la portò con sé in California. Alla nascita del primo figlio Jim, a cui seguiranno Christopher e Petrine, ottenne un lavoro fisso come operatore macchinista con la Lockheed Corporation. Iniziò a soffrire di insonnia cronica e a perdere la vista, sintomi di un visibile esaurimento nervoso, causatogli dall'incapacità di affrontare questo impiego così conformista.
Queste circostanze lo portarono a cercare lavoro come attore o comparsa nel cinema. Jack Shay, un funzionario della Paramount che aveva conosciuto, gli procurò un colloquio con Harry Sherman, il produttore della popolare serie di film western di serie B con protagonista il personaggio di Hopalong Cassidy, creato dallo scrittore Clarence E. Mulford. Mitchum venne assunto per recitare la parte del cattivo in molti film della serie, tra il 1942 e il 1943, e continuò ad assicurarsi il lavoro come comparsa e attore di supporto in numerose produzioni per vari studios. Dopo aver fatto una buona impressione su Mervyn LeRoy durante le riprese del film Missione segreta (1944), firmò un contratto di sette anni con la RKO Pictures.
Dopo il western Nevada (1944), che non ottenne un grande successo, la RKO diede Mitchum in prestito alla United Artists per I forzati della gloria (1945), in cui il giovane attore interpretò il solitario e riflessivo tenente Bill Walker, stanco della guerra e delle difficoltà quotidiane al fronte. Il film, che descriveva la vita di un normale soldato attraverso gli occhi del giornalista e corrispondente di guerra Ernie Pyle, interpretato da Burgess Meredith, fu un successo immediato di critica e di pubblico e, agli Oscar del 1946, ebbe quattro candidature, compresa quella per il miglior attore non protagonista per Mitchum. Poco dopo la realizzazione del film, fu arruolato nell'esercito degli Stati Uniti per cui prestò servizio a Fort MacArthur.
L'anno si chiuse con il western La bella avventura (1945) e con il dramma post-bellico Anime ferite (1946), in cui interpretò il ruolo del reduce Bill Tabeshaw. L'attore era ormai in procinto di passare al genere che diede una svolta alla sua carriera e che arricchì la sua personalità di attore: i film noir.

### I film noir

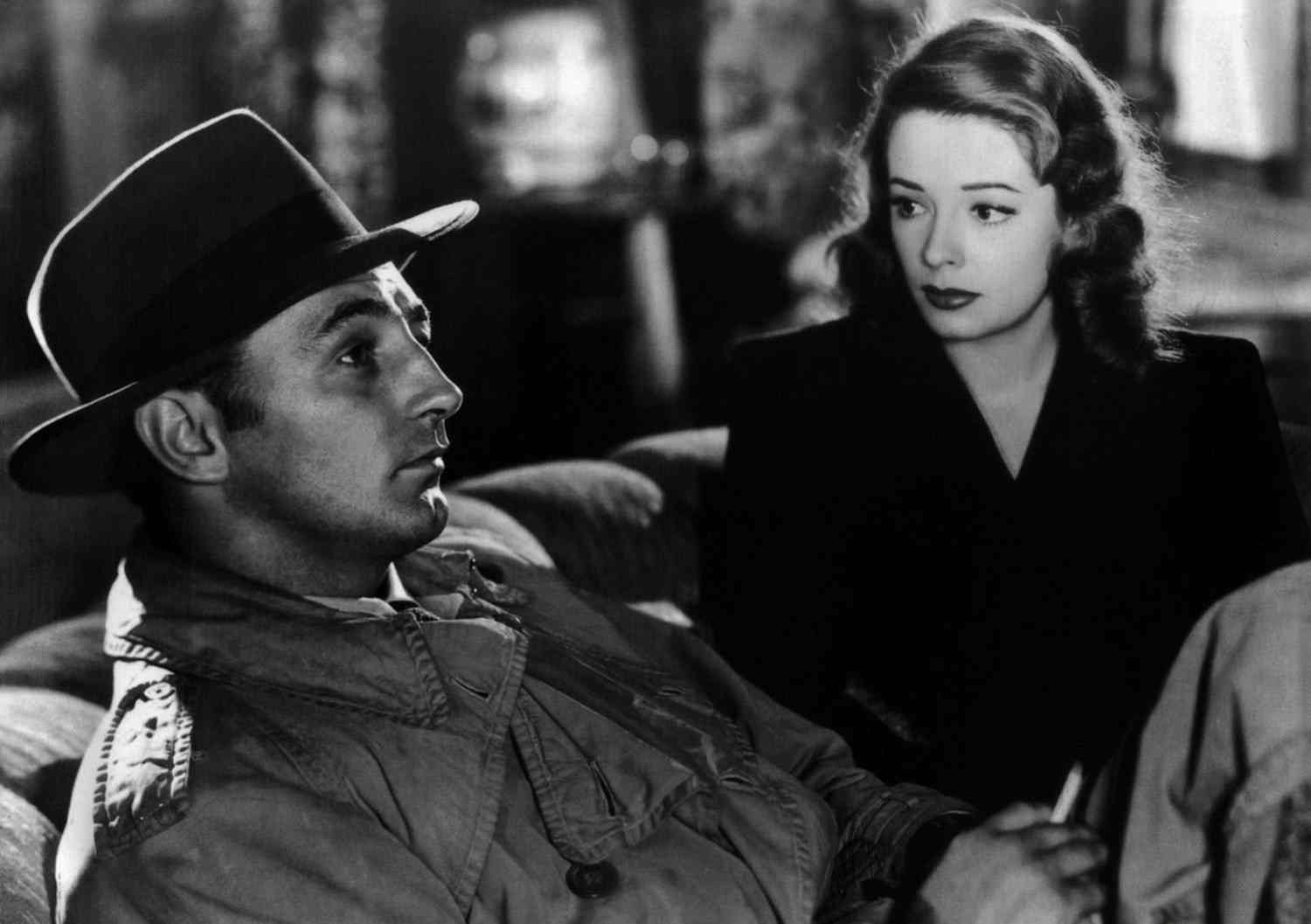
Robert Mitchum in Le catene della colpa (1947)

Mitchum sarebbe diventato l'attore emblema dei film noir. La sua prima interpretazione in questo mondo di vicende di cronaca nera fu in Notte d'angoscia (1944), la storia di un serial killer psicotico. Il film, applaudito da Orson Welles e dai critici James Agee e Manny Farber, venne annoverato tra le migliori pellicole di serie B mai girate.
Prestato alla Metro-Goldwyn-Mayer, Mitchum recitò poi in Tragico segreto (1946) di Vincente Minnelli, nei panni di un problematico e sensibile personaggio invischiato nei loschi affari del fratello (Robert Taylor) e della di lui sospettosa moglie, interpretata da Katharine Hepburn. Primo noir diretto da Minnelli, il film non fu però ben accolto dalla critica.
In Il segreto del medaglione (1946), diretto da John Brahm, vestì i panni dell'amareggiato ex-marito della dark lady Laraine Day, mentre in Notte senza fine (1947), in cui il regista Raoul Walsh accostò le atmosfere dei film western a quelle del genere noir, Mitchum è impegnato a ricordare il suo passato e a trovare l'assassino dei suoi familiari.
In Odio implacabile, altro film del 1947, interpretò il sergente Keely, un veterano smobilitato che si mette alla ricerca dell'assassino di un soldato ebreo. Il film affrontò il problema dell'antisemitismo, del fallimento dei metodi militari e del difficile reinserimento dei reduci di guerra nella società postbellica. Diretto da Edward Dmytryk, fu uno dei film più acclamati dalla critica in quell'anno, con ben cinque candidature ai premi Oscar. Nello stesso anno fu scritturato per Le catene della colpa (1947) di Jacques Tourneur, film che diede una decisiva svolta alla sua carriera. La pellicola, che si avvalse dell'opera di Nicholas Musuraca quale direttore della fotografia, offrì a Mitchum il ruolo di Jeff Markham, il gestore di una piccola stazione di servizio che anni addietro aveva lavorato come detective per il losco uomo d'affari Wit Sterling (Kirk Douglas), non portando a termine l'incarico affidatogli, e cioè quello di ritrovare la dark lady Kathie Moffett (Jane Greer). I fantasmi del passato torneranno però ad ossessionarlo. Anche se il film, quando uscì nelle sale, venne ignorato dalla maggior parte dei critici e ottenne un modesto incasso al botteghino, fu comunque molto elogiato dalla critica specializzata e dai produttori cinematografici, divenendo presto un classico. L'anno seguente lavorò ancora con Musuraca nel western psicologico Sangue sulla luna (1948) di Robert Wise.
Nell'agosto del 1948, al culmine del successo con la RKO, Mitchum fu arrestato dagli ufficiali della narcotici della contea di Los Angeles per possesso di marijuana e condannato a 60 giorni di lavori forzati in una fattoria di Castaic (California). Questo episodio non scalfì la sua popolarità, ma fu visto con un certo imbarazzo dallo studio cinematografico che gli ordinò di ripulire la sua fedina penale. Si scoprì poco tempo dopo che era stato denunciato da alcuni funzionari di Los Angeles in caccia di pubblicità. Nel 1951 il suo legale, Jerry Geisler, ottenne una revisione del caso e la condanna fu revocata dalla Corte di Los Angeles e dall'ufficio del procuratore distrettuale il 31 gennaio 1951, con la seguente motivazione e disposizione: "Dopo un'indagine accurata delle prove e delle testimonianze presentate al processo, la Corte ordina che il verdetto di colpevolezza sia revocato, che venga inoltrata una richiesta di non colpevolezza e che il caso sia chiuso."
Nonostante i guai con la legge e con lo studio cinematografico, i film usciti immediatamente dopo il suo arresto furono dei successi di botteghino. Il vagabondo della foresta (1948) mostrava Mitchum in un ruolo di attore non protagonista interessato a conquistare l'amore di Loretta Young, la domestica e moglie di William Holden, mentre in Minuzzolo (1949), sceneggiato da John Steinbeck, era un mandriano di un ranch. Ritornò al noir con Il tesoro di Vera Cruz (1949), recitando ancora a fianco di Jane Greer in uno dei primi film di Don Siegel e ne La gang (1951) di John Cromwell, rifacimento di un altro noir dal titolo omonimo, che lo vedeva nei panni di un capitano di polizia che combatte contro la corruzione nel suo distretto.

### Gli anni cinquanta e l'apice del successo

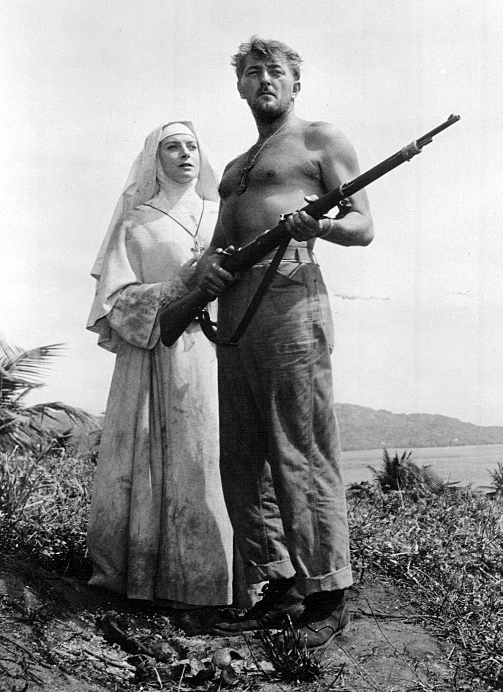
Robert Mitchum e Deborah Kerr in L'anima e la carne di John Huston (1957)

Nel film di Josef von Sternberg L'avventuriero di Macao (1952), accanto a Jane Russell, era vittima di uno scambio di identità sullo sfondo esotico di Macao. Il film Seduzione mortale (1953), di Otto Preminger, fu la prima delle tre collaborazioni con Jean Simmons. Nel film, la Simmons recita la parte di una pazza ereditiera che irretisce Mitchum, qui nei panni di un conducente di ambulanze. Nel 1954 fece coppia con Marilyn Monroe nel romantico e avventuroso film La magnifica preda (1954), nuovamente per la regia di Preminger.
Mitchum rimase sempre scettico sul proprio successo e mantenne un atteggiamento cinico e disincantato anche durante la maturità, sostenendo che la fama e la celebrità conquistate fossero dovute solo a un colpo di fortuna. Spesso sul set faceva scherzi agli attori e alle maestranze. La sua espulsione dal film Oceano rosso (1955) di William A. Wellman è stata spesso attribuita alle sue irriverenti trovate, in particolare a uno scherzo a cui sottopose uno dei manager del film, gettandolo nella Baia di San Francisco.

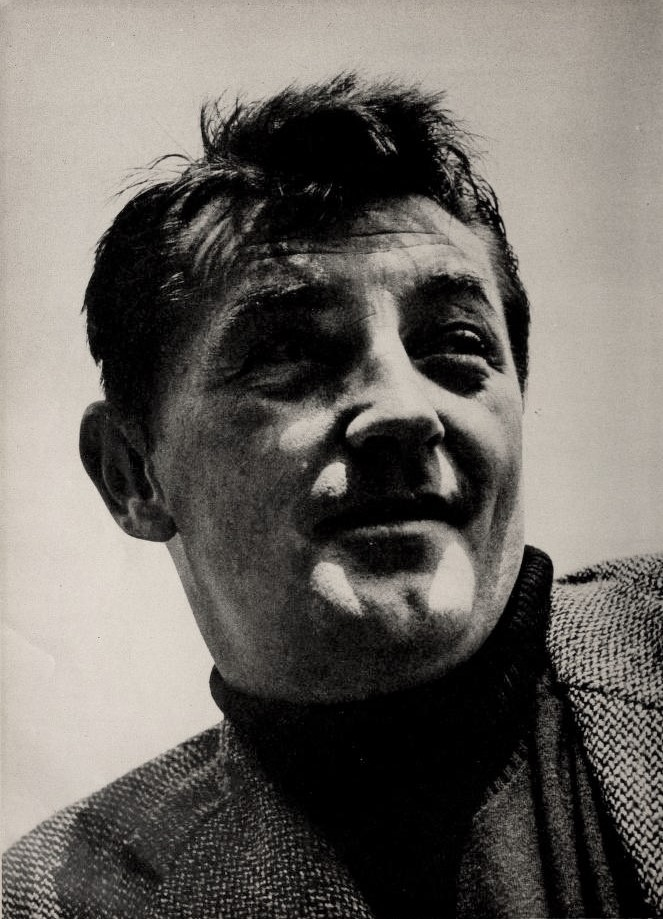
Robert Mitchum nel 1954

Anche se continuava ad interpretare drammi di genere criminale, il 1955 segnò sia la sua ultima partecipazione al genere noir, sia il suo debutto come attore freelance, nel thriller La morte corre sul fiume (1955), diretto da Charles Laughton. Basato su un romanzo di Davis Grubb, il film rappresentò una sorta di spartiacque nella sua carriera, offrendogli il ruolo di un predicatore psicopatico, che sposa la vedova di un rapinatore per cercare nella casa la refurtiva lasciata dal defunto. Il film resta uno dei thriller più agghiaccianti e ricchi di suspense di quegli anni, malgrado all'uscita fosse risultato un fallimento sia dal punto di vista commerciale che da quello della critica. Se questo film fu un flop al botteghino e fu considerato un capolavoro solo decenni più tardi, il melodramma di Stanley Kramer Nessuno resta solo (1955), uscito nel medesimo anno, fu un successo di pubblico; qui Mitchum interpreta un medico idealista che sposa un'infermiera senza amarla e solo per mettere in dubbio la sua moralità molti anni dopo.
Subito dopo apparve per la prima volta accanto a Deborah Kerr nel dramma bellico L'anima e la carne (1957), diretto da John Huston, in cui Mitchum è un marine disperso che naufraga su un'isola dell'Oceano Pacifico. Qui scoprirà che l'unica abitante del luogo è una suora, sorella Angela, anche lei rimasta sola. Lo studio dei caratteri si focalizza sulla relazione tra i due personaggi mentre lottano per sopravvivere alla natura selvaggia dell'isola, all'invasione dell'esercito giapponese e soprattutto per resistere alle tentazioni dell'amore. Il film ottenne due candidature agli Oscar 1957, come migliore attrice e miglior adattamento della sceneggiatura. Mitchum, per il suo ruolo, fu candidato ai BAFTA 1958, nella categoria miglior attore straniero.
Mitchum e Kerr recitarono ancora insieme nel film I nomadi (1960) di Fred Zinnemann, nel quale interpretano i ruoli di marito e moglie che combattono contro la Grande depressione in Australia. Il film ottenne in totale cinque candidature all'Oscar. Mitchum quell'anno ottenne il premio istituito dal National Board of Review come miglior attore. Nello stesso anno, Mitchum affiancò Deborah Kerr, Jean Simmons e Cary Grant nella commedia L'erba del vicino è sempre più verde (1959), per la regia di Stanley Donen.

### Gli anni sessanta e la maturità
L'interpretazione del violento criminale Max Cady nella pellicola Il promontorio della paura (1962), lo riportò all'attenzione del pubblico e della critica e ne riconfermò il talento per ruoli di personaggi freddi e pericolosi. Gli anni sessanta furono però segnati da numerose interpretazioni minori e da opportunità mancate per la carriera dell'attore. Tra le "occasioni perdute", si annoverano Gli spostati di John Huston, ultimo film interpretato sia da Clark Gable che da Marilyn Monroe, Patton, generale d'acciaio, film vincitore del Premio Oscar, e il poliziesco Ispettore Callaghan: il caso Scorpio è tuo! con Clint Eastwood.
Apparve invece nel kolossal bellico Il giorno più lungo (1962), epopea dello Sbarco in Normandia, e in Lo sbarco di Anzio (1968), nella commedia musicale La signora e i suoi mariti (1964) con Shirley MacLaine, e nel western El Dorado (1966), un remake di Un dollaro d'onore (1959) di Howard Hawks, in cui Mitchum ebbe la parte dello sceriffo ubriacone che aiuta John Wayne, che nel film originale era interpretato da Dean Martin, e in Viva! Viva Villa! (1968).

### Gli anni settanta

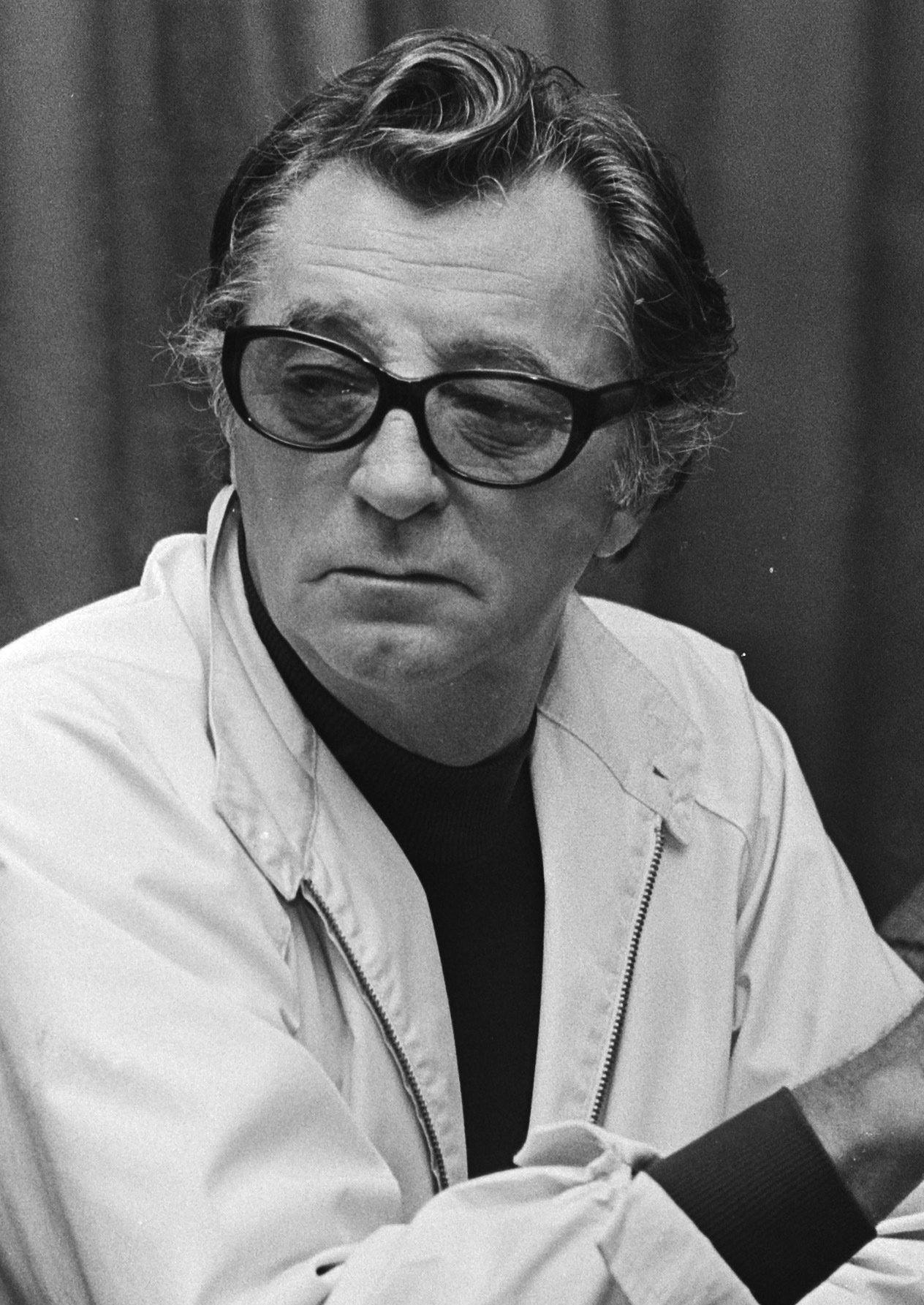
Robert Mitchum nel 1976

Si allontanò dal suo personaggio tipico con La figlia di Ryan (1970) di David Lean. Nel film, osannato dalla critica, interpretò Charles Shaughnessy, un mite insegnante nell'Irlanda della prima guerra mondiale. Il film fu candidato per quattro premi Oscar (vincendone due). Quell'anno fu George C. Scott a ottenere l'Oscar per Patton, generale d'acciaio, un progetto che Mitchum rifiutò proprio per poter girare La figlia di Ryan.
Gli anni settanta videro Mitchum protagonista di alcuni gangster movie. In Gli amici di Eddie Coyle (1973) interpretò un anziano gangster preso a metà fra FBI e i suoi amici criminali. Yakuza (1975) di Sydney Pollack riprese una tipica storia noir ambientandola nel mondo della malavita giapponese. L'interpretazione del detective invecchiato Philip Marlowe in Marlowe, il poliziotto privato (1975), adattamento del romanzo Addio, mia amata di Raymond Chandler, fu apprezzata da pubblico e critica. Reinterpretò lo stesso ruolo tre anni più tardi in Marlowe indaga (1978), che il regista Michael Winner ambientò nella Londra moderna, rendendo il film più vicino al romanzo ma allo stesso tempo più lontano dal suo spirito e contesto.

### Gli ultimi anni

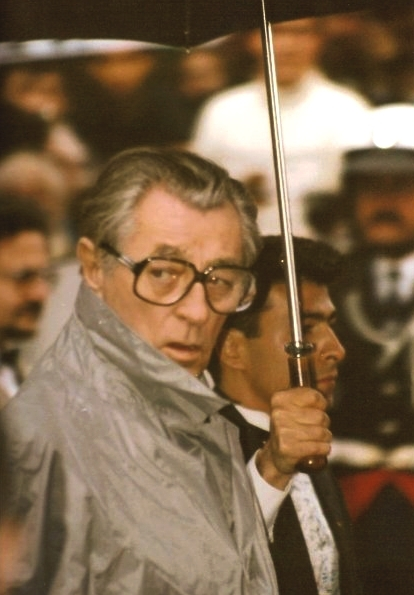
Robert Mitchum al Festival di Cannes 1991

Nel 1981 partecipò al film Gli altri giorni del Condor e l'anno successivo interpretò l'allenatore Delaney nel film Correre per vincere (1982), girato a Scranton (Pennsylvania) e adattato dalla commedia di Jason Miller, vincitrice nel 1973 del Premio Pulitzer.
A partire dagli anni ottanta, si dedicò anche alla televisione con Venti di guerra (1983), miniserie televisiva ad alto budget. L'adattamento di Herman Wouk fu trasmesso dalla ABC e vedeva Mitchum nei panni di "Pug" Henry, un ufficiale della Marina, sullo sfondo degli eventi che portarono al coinvolgimento degli Stati Uniti nella seconda guerra mondiale. A questo fece seguito Ricordi di guerra (1988), che seguiva l'America durante la guerra. Nello stesso anno tornò al grande schermo come co-protagonista di Bill Murray in S.O.S. fantasmi (1988), rilettura del Canto di Natale.
Nel 1991 ottenne il premio alla carriera sia dal National Board of Review e sia il Telegatto alla carriera; nel 1992 il premio Cecil B. DeMille Award. Nel 1991 partecipò con un cameo a Cape Fear - Il promontorio della paura, diretto da Martin Scorsese, remake di Il promontorio della paura, diretto nel 1962 da J. Lee Thompson, in cui aveva recitato nel ruolo dell'antagonista.
Pur continuando ad apparire in diversi film negli anni novanta, come Tombstone e Dead Man di Jim Jarmusch, rallentò gradualmente i suoi ritmi di lavoro. La sua ultima apparizione cinematografica fu in TV, con James Dean: Gara con il destino.
Affetto da enfisema e tumore ai polmoni, morì il 1º luglio 1997 a Santa Barbara (California). Cremato, per sua volontà, le ceneri furono disperse nell'Oceano Pacifico.

## Carriera musicale
In molti film da lui interpretati, quali Il vagabondo della foresta (1948), La magnifica preda (1954) e La morte corre sul fiume (1955), canta con la propria voce, senza ricorrere al doppiaggio di cantanti professionisti.
Durante le riprese de L'anima e la carne (1957), girato nell'isola caraibica di Tobago, Mitchum si appassionò al genere calypso e, influenzato dall'incontro con artisti come Mighty Sparrow e Lord Invader, nel marzo 1957 incise il disco Calypso - Is Like So.... Nell'album, pubblicato dalla casa discografica Capitol Records e ispirato ai suoni e allo stile tipici del calypso, Mitchum ne adottò anche la pronuncia e lo slang. Un anno più tardi incise la canzone The Ballad of Thunder Road, composta per il film Il contrabbandiere. Il motivo, in stile country, raggiunse il sessantanovesimo posto nella classifica Billboard dei singoli più venduti, e venne inclusa come bonus track in una riedizione di successo di Calypso....
Pur continuando a usare la propria voce per cantare nei film, Mitchum aspettò fino al 1967 per incidere il suo secondo lavoro, That Man, Robert Mitchum, Sings. Nell'album, pubblicato tramite la Monument Records di Nashville, Mitchum propose motivi country simili a The Ballad of Thunder Road. Il primo singolo, "Little Old Wine Drinker Me", entrò nella top ten delle radio country (raggiungendo il numero nove) e fu programmata anche nelle radio tradizionali (dove raggiunse il numero 96). Il successivo "You Deserve Each Other" entrò nella classifica Billboard dei singoli country.

## Vita privata

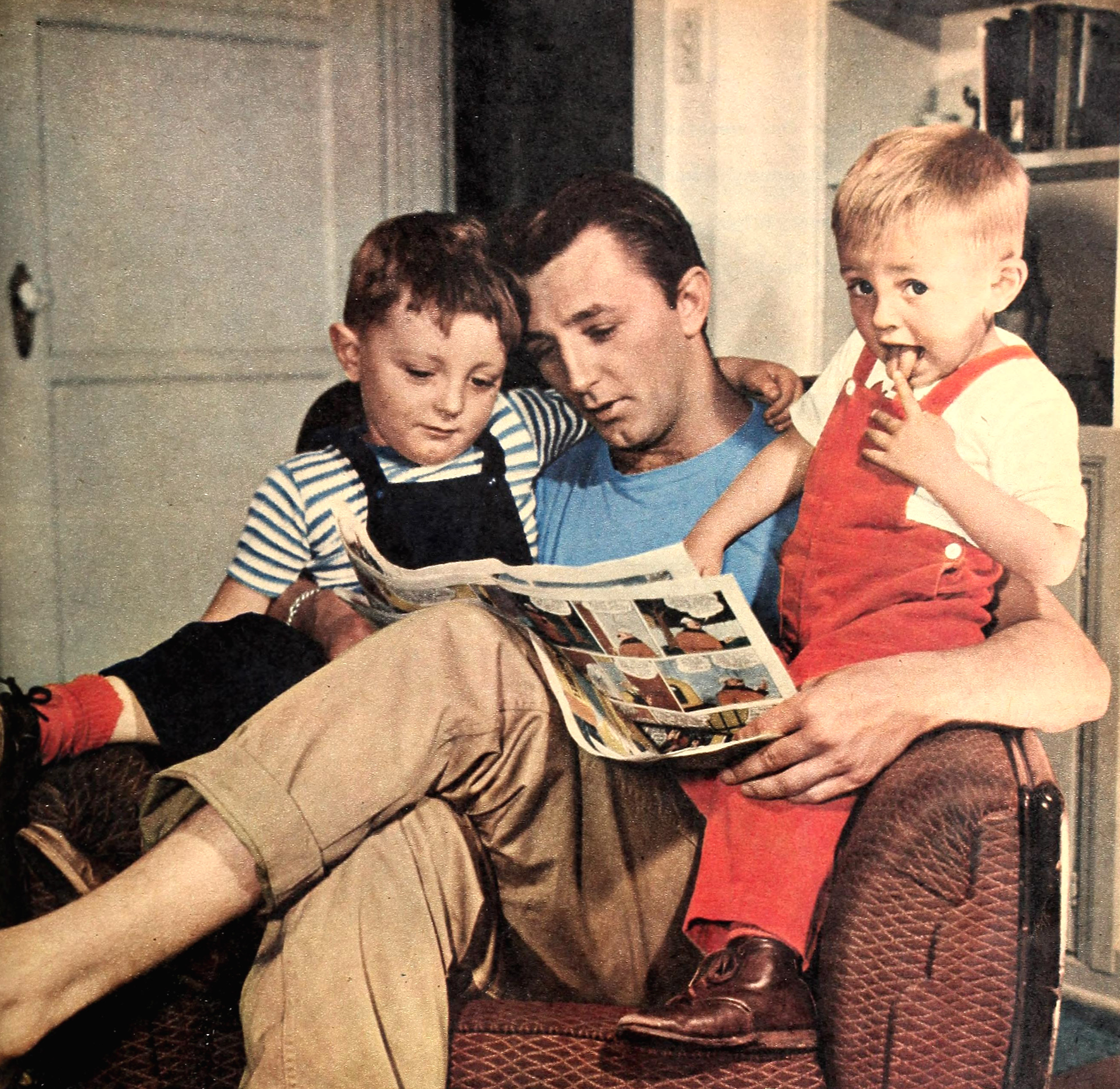
Mitchum nel 1946, con i figli James e Christopher

Nel 1940 sposò l'attrice Dorothy Spence (1919-2014) con cui rimase fino alla morte. Ebbero tre figli: James (1941), Christopher (1943) e Petrine (1954).
Era fratello dell'attore John Mitchum.

## Filmografia

### Cinema
- La commedia umana (The Human Comedy), regia di Clarence Brown (1943) - non accreditato
- Hoppy Serves a Writ, regia di George Archainbaud (1943)
- Aerial Gunner, regia di William H. Pine (1943) - non accreditato
- Border Patrol, regia di Leslie Selander (1943)
- Follow the Band, regia di Jean Yarbrough (1943)
- The Leather Burners, regia di Joseph Henabery (1943) - non accreditato
- Colt Comrades, regia di Lesley Selander (1943)
- We've Never Been Licked, regia di John Rawlins (1943)
- The Lone Star Trail, regia di Ray Taylor (1943)
- Beyond the Last Frontier, regia di Howard Bretherton (1943)
- Corvetta K-225 (Corvette K-225), regia di Richard Rosson (1943) - non accreditato
- Bar 20, regia di Lesley Selander (1943)
- Doughboys in Ireland, regia di Lew Landers (1943)
- False Colors, regia di George Archainbaud (1943)
- Minesweeper, regia di William Berke (1943) - non accreditato
- Maestri di ballo (The Dancing Masters), regia di Malcolm St. Clair (1943) - non accreditato
- Angeli all'inferno (Cry 'Havoc'), regia di Richard Thorpe (1943) - non accreditato
- Riders of the Deadline, regia di Lesley Selander (1943)
- Gung Ho! ('Gung Ho!': The Story of Carlson's Makin Island Raiders), regia di Ray Enright (1943)
- Sette settimane di guai (Johnny Doesn't Live Here Anymore), regia di Joe May (1944)
- Mister Winkle va alla guerra (Mr. Winkle Goes to War), regia di Alfred E. Green (1944) - non accreditato
- Notte d'angoscia (When Strangers Marry), regia di William Castle (1944)
- La ragazza di Las Vegas (Girl Rush), regia di Gordon Douglas (1944)
- Missione segreta (Thirty Seconds Over Tokyo), regia di Mervyn LeRoy (1944)
- Nevada, regia di Edward Killy (1944)
- I forzati della gloria (The Story of G.I. Joe), regia di William A. Wellman (1945)
- La bella avventura (West of the Pecos), regia di Edward Killy (1945)
- Anime ferite (Till the End of Time), regia di Edward Dmytryk (1946)
- Tragico segreto (Undercurrent), regia di Vincente Minnelli (1946)
- Il segreto del medaglione (The Locket), regia di John Brahm (1946)
- Notte senza fine (Pursued), regia di Raoul Walsh (1947)
- Odio implacabile (Crossfire), regia di Edward Dmytryk (1947)
- Desiderami (Desire Me), regia di George Cukor e Mervyn LeRoy (1947)
- Le catene della colpa (Out of the Past), regia di Jacques Tourneur (1947)
- Il vagabondo della foresta (Rachel and the Stranger), regia di Norman Foster (1948)
- Sangue sulla luna (Blood on the Moon), regia di Robert Wise (1948)
- Minuzzolo (The Red Pony), regia di Lewis Milestone (1949)
- Il tesoro di Vera Cruz (The Big Steal), regia di Don Siegel (1949)
- Tu partirai con me (Holiday Affair), regia di Don Hartman (1949)
- Una rosa bianca per Giulia (Where Danger Lives), regia di John Farrow (1950)
- Voglio essere tua (My Forbidden Past), regia di Robert Stevenson (1951)
- Il suo tipo di donna (His Kind of Woman), regia di John Farrow (1951)
- La gang (The Racket), regia di John Cromwell (1951)
- L'avventuriero di Macao (Macao), regia di Josef von Sternberg (1952)
- Operazione Z (One Minute to Zero), regia di Tay Garnett (1952)
- Il temerario (The Lusty Men), regia di Nicholas Ray (1952)
- Seduzione mortale (Angel Face), regia di Otto Preminger (1953)
- Bella ma pericolosa (She Couldn't Say No), regia di Lloyd Bacon (1953)
- Tempeste sul Congo (White Witch Doctor), regia di Henry Hathaway (1953)
- Duello sulla Sierra Madre (Second Chance), regia di Rudolph Maté (1953)
- La magnifica preda (River of No Return), regia di Otto Preminger (1954)
- La belva (Track of the Cat), regia di William A. Wellman (1954)
- Nessuno resta solo (Not as a Stranger), regia di Stanley Kramer (1955)
- La morte corre sul fiume (The Night of the Hunter), regia di Charles Laughton (1955)
- Sangue caldo (Man with the Gun), regia di Richard Wilson (1955)
- Spionaggio internazionale (Foreign Intrigue), regia di Sheldon Reynolds (1956)
- Bandido, regia di Richard Fleischer (1956)
- L'anima e la carne (Heaven Knows, Mr. Allison), regia di John Huston (1957)
- Fuoco nella stiva (Fire Down Below), regia di Robert Parrish (1957)
- Duello nell'Atlantico (The Enemy Below), regia di Dick Powell (1957)
- Il contrabbandiere (Thunder Road), regia di Arthur Ripley (1958)
- I cacciatori (The Hunters), regia di Dick Powell (1958)
- Le colline dell'odio (The Angry Hills), regia di Robert Aldrich (1959)
- Il meraviglioso paese (The Wonderful Country), regia di Robert Parrish (1959)
- A casa dopo l'uragano (Home from the Hill), regia di Vincente Minnelli (1960)
- I cospiratori (The Night Fighters), regia di Tay Garnett (1960)
- I nomadi (The Sundowners), regia di Fred Zinnemann (1960)
- L'erba del vicino è sempre più verde (The Grass Is Greener), regia di Stanley Donen (1960)
- Faccia di bronzo (The Last Time I Saw Archie), regia di Jack Webb (1961)
- Il promontorio della paura (Cape Fear), regia di J. Lee Thompson (1962)
- Il giorno più lungo (The Longest Day), regia di Ken Annakin, Andrew Marton e Bernhard Wicki (1962)
- La ragazza del quartiere (Two for the Seesaw), regia di Robert Wise (1962)
- I cinque volti dell'assassino (The List of Adrian Messenger), regia di John Huston (1963) - cameo
- Il grande safari (Rampage), regia di Phil Karlson (1963)
- Tra due fuochi (Man in the Middle), regia di Guy Hamilton (1964)
- La signora e i suoi mariti (What a Way to Go!), regia di J. Lee Thompson (1964)
- Il filibustiere della costa d'oro (Mister Moses), regia di Ronald Neame (1965)
- El Dorado, regia di Howard Hawks (1966)
- La via del West (The Way West), regia di Andrew V. McLaglen (1967)
- Viva! Viva Villa! (Villa Rides), regia di Buzz Kulik (1968)
- Poker di sangue (5 Card Stud), regia di Henry Hathaway (1968)
- Lo sbarco di Anzio (Anzio), regia di Edward Dmytryk (1968)
- Cerimonia segreta (Secret Ceremony), regia di Joseph Losey (1968)
- Appuntamento per una vendetta (Young Billy Young), regia di Burt Kennedy (1969)
- Il grande giorno di Jim Flagg (The Good Guys and the Bad Guys), regia di Burt Kennedy (1969)
- La figlia di Ryan (Ryan's Daughter), regia di David Lean (1970)
- Allucinante notte per un delitto (Going Home), regia di Herbert B. Leonard (1971)
- La collera di Dio (The Wrath of God), regia di Ralph Nelson (1972)
- Gli amici di Eddie Coyle (The Friends of Eddie Coyle), regia di Peter Yates (1973)
- Yakuza (The Yakuza), regia di Sydney Pollack (1974)
- Marlowe, il poliziotto privato (Farewell, My Lovely), regia di Dick Richards (1975)
- La battaglia di Midway (Midway), regia di Jack Smight (1976)
- Gli ultimi fuochi (The Last Tycoon), regia di Elia Kazan (1976)
- Poliziotto privato: un mestiere difficile (The Amsterdam Kill), regia di Robert Clouse (1977)
- Marlowe indaga (The Big Sleep), regia di Michael Winner (1978)
- Uppercut (Matilda), regia di Daniel Mann (1978)
- Specchio per le allodole (Breakthrough), regia di Andrew V. McLaglen (1979)
- Gli altri giorni del Condor (Agency), regia di George Kaczender (1980)
- Nightkill, regia di Ted Post (1980)
- Correre per vincere (That Championship Season), regia di Jason Miller (1982)
- I guerrieri del vento (The Ambassador), regia di J. Lee Thompson (1984)
- Maria's Lovers, regia di Andrey Konchalovskiy (1984)
- Mr. North, regia di Danny Huston (1988)
- S.O.S. fantasmi (Scrooged), regia di Richard Donner (1988)
- Presunto violento (Présumé dangereux), regia di Georges Lautner (1990)
- Sulla strada, a mezzanotte (Midnight Ride), regia di Bob Bralver (1990)
- Waiting for the Wind, regia di Don Schroeder - cortometraggio (1990)
- Cape Fear - Il promontorio della paura (Cape Fear), regia di Martin Scorsese (1991)
- Les Sept Péchés capitaux, regia di Beatriz Flores Silva (1992)
- Tombstone, regia di George Pan Cosmatos (1993) - voce narrante
- Seduzione mortale (Woman of Desire), regia di Robert Ginty (1994)
- Backfire!, regia di A. Dean Bell (1995)
- Dead Man, regia di Jim Jarmusch (1995)
- Pakten, regia di Leidulv Risan (1995)
- James Dean: Live Fast, Die Young, regia di Mardi Rustam (1997)

### Televisione
- Climax! – serie TV, episodio 2x23 (1956)
- Una scarpa per l'assassino (One Shoe Makes It Murder), regia di William Hale - film TV (1982)
- Venti di guerra (The Winds of War) - miniserie TV, 7 episodi (1983)
- Un assassino in famiglia (A Killer in the Family), regia di Richard T. Heffron - film TV (1983)
- Il caso Hearts & Davies (The Hearst and Davies Affair), regia di David Lowell Rich - film TV (1985)
- Ritorno alla base (Reunion at Fairborough), regia di Herbert Wise - film TV (1985)
- Promesse da mantenere (Promises to Keep), regia di Noel Black - film TV (1985)
- Nord e Sud (North and South) - miniserie TV, 6 episodi (1985)
- L'ultima corsa (Thompson's Last Run), regia di Jerrold Freedman - film TV (1986)
- Un giustiziere a New York (The Equalizer) - serie TV, 2 episodi (1987)
- Il codice di Abelardo (Brotherhood of the Rose), regia di Marvin J. Chomsky - miniserie TV (1988)
- Ricordi di guerra (War and Remembrance) - miniserie TV, 12 episodi (1988-1989)
- Un sequestro sospetto (Jake Spanner, Private Eye), regia di Lee H. Katzin - film TV (1989)
- Un nonno, quattro nipoti e un cane (A Family for Joe), regia di Jeff Melman - film TV (1990)
- Un nonno, quattro nipoti e un cane (A Family for Joe) - serie TV, 9 episodi (1990)
- African Skies - serie TV, 52 episodi (1992-1994)
- Marshal (The Marshal) - serie TV, episodio 2x02 (1995)

### Documentari
- The Magic of Make-Up (1942)
- To the People of the United States, regia di Arthur Lubin (1943)
- Remembering Marilyn (1987)
- Marilyn Monroe: Beyond the Legend (1987)
- John Huston: The Man, the Movies, the Maverick (1989)
- Wild Bill: Hollywood Maverick (1996)

## Riconoscimenti parziali
- Premio Oscar
  - 1946 – Candidatura al miglior attore non protagonista per I forzati della gloria

## Doppiatori italiani
Nelle versioni in italiano dei suoi film, Robert Mitchum è stato doppiato da:
- Giulio Panicali ne Il segreto del medaglione, Le catene della colpa, Sangue sulla luna, Una rosa bianca per Giulia, La gang, Voglio essere tua, Il suo tipo di donna, L'avventuriero di Macao, Operazione Z, Il temerario, Seduzione mortale (film 1953), Duello sulla Sierra Madre, Nessuno resta solo, Bella ma pericolosa, Tempeste sul Congo, La morte corre sul fiume, Bandido, Spionaggio internazionale, Fuoco nella stiva, Il contrabbandiere, Il meraviglioso paese, L'erba del vicino è sempre più verde, I cospiratori, Il filibustiere della costa d'oro
- Emilio Cigoli in I forzati della gloria, Desiderami, Il vagabondo della foresta[11], La belva, Sangue caldo, L'anima e la carne, I cacciatori, Le colline dell'odio, I nomadi, A casa dopo l'uragano, La signora e i suoi mariti, Appuntamento per una vendetta, La collera di Dio
- Pino Locchi ne La ragazza del quartiere, Il grande giorno di Jim Flagg, Anime ferite (ridoppiaggio), Seduzione mortale (film 1953; ridoppiaggio), S.O.S. Fantasmi
- Giuseppe Rinaldi in El Dorado, Lo sbarco di Anzio, La figlia di Ryan, Nord e Sud
- Renato Turi ne Il giorno più lungo, Cerimonia segreta, Nightkill, Maria's Lovers
- Mario Pisu in Minuzzolo, La magnifica preda, Duello nell'Atlantico
- Giorgio Gusso ne Gli ultimi fuochi, Poliziotto privato: un mestiere difficile, Marlowe indaga
- Mimmo Palmara in Viva! Viva Villa!, Poker di sangue, Specchio per le allodole
- Nino Manfredi in Sette settimane di guai, Notte d'angoscia
- Gualtiero De Angelis in Odio implacabile, Il promontorio della paura
- Sergio Graziani in Marlowe, il poliziotto privato, Cape Fear - Il promontorio della paura
- Sergio Rossi in Sulla strada a mezzanotte, Presunto violento
- Bruno Persa in Missione segreta
- Arnoldo Foà ne La bella avventura
- Giorgio Capecchi  in Tragico segreto
- Alberto Sordi in Notte senza fine
- Roldano Lupi ne Il tesoro di Vera Cruz
- Glauco Onorato ne I cinque volti dell'assassino
- Luciano De Ambrosis ne La via del West
- Renzo Palmer in Yakuza
- Massimo Foschi ne La battaglia di Midway
- Gianni Musy ne Gli altri giorni del Condor
- Antonio Colonnello in Venti di guerra
- Vittorio Di Prima in Ritorno alla base
- Walter Maestosi in Ricordi di guerra
- Paolo Lombardi in Dead Man
- Franco Morgan in Ricordi di guerra (ridoppiaggio)
- Romano Malaspina ne Il suo tipo di donna (ridoppiaggio)
- Carlo Simoni ne Il segreto del medaglione (ridoppiaggio)
- Carlo Marini in Minuzzolo (ridoppiaggio)

Da doppiatore è stato sostituito da:
- Ferruccio Amendola in Tombstone

## Discografia

### Album
- 1957 – Calypso - Is Like So... (Capitol Records)
- 1967 – That Man, Robert Mitchum, Sings (Monument Records)

### Singoli
- 1958 – The Ballad of Thunder Road (Capitol Records)
- 1967 – Little Old Wine Drinker Me (Monument)
- 1967 – You Deserve Each Other (Monument)